# Малый ключ Соломона
«Малый ключ Соломона» или «Лемегетон» (от лат. Lemegeton Clavicula Salomonis) — один из наиболее известных гримуаров, содержащих сведения о христианской демонологии и гоетии. Книга была составлена анонимными авторами в середине 17 века, в основном из материалов на пару веков старше.

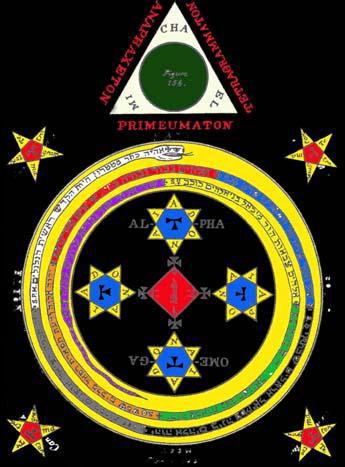

Наиболее ранние ссылки на исходные части гримуара можно найти у Корнелия Агриппы в работе «О неопределённости и суетности всех наук и искусств», изданной в 1531 году в Париже, в которой автор упоминает три части гримуара: «Арс Алмадель», «Арс Паулина», «Арс Нотория». Этот перечень позднее повторят ученик Агриппы, Иоганн Вейер («Об обманах демонов», 1563 г.), и Реджинальд Скот («Словарь колдовства», 1584 г.). На «Арс Алмадель» ссылался также Роберт Тернер, упоминая одноимённую рукопись из Флоренции, относящуюся к XV веку. В «Стеганографии» Иоанна Тритемия (написана в 1500 году, впервые опубликована в 1608 году), в длинном перечне книг по магии, упоминается книга «Алмадель».
Если не считать самостоятельных изданий отдельных трактатов «Малого ключа Соломона», то первое издание «Лемегетона» вышло в свет в 1898 году в работе Артура Уэйта «Книга Чёрной магии и Договоров», в которой автор привёл отдельные места из трактатов «Гоетия», «Арс Алмадель» и «Арс Паулина». Однако, по мнению исследователя магических текстов Джозефа Петерсона, это издание грешит большим числом грубых неточностей, и в 2001 году исследователь осуществил первое критическое издание полного текста «Малого ключа Соломона».

## Важнейшие рукописи
- Harley MS 6483. Название в каталоге — Liber Malorum Spiritum. Датируется 1712—1713 годом, наиболее поздний манускрипт. Содержит дополнительный материал и извлечения из «Гептамерона» (1655) Петра де Абано. Изображения выполнены хорошо. Восходит к одному источнику вместе с Sloane MS 3648. Один из наименее надёжных манускриптов[3].
- Sloane MS 2731. Название в каталоге — Clavicula Solomonis. Датируется 18 января 1686 года. Скомпилирован из многих версий, в том числе Sloane MS 3648. Текст неполон, много ошибок по неаккуратности, произвольные перестановки текста, отсутствует книга «Арс Нотория»[3].
- Sloane MS 3825. Название в каталоге — Treatise on Magic. Включает в себя Janua Magica reserata и Clavicula Solomonis, The Little Key of Solomon. Аккуратно и разборчиво написан, один из надёжных и внутренне непротиворечивых манускриптов[3].
- Sloane MS 3648. Сборник XVII века, также содержит извлечения из работ Корнелия Агриппы и «Основные начала магии» Парацельса. Написан неаккуратно, изображения плохо исполнены. Использовался автором Sloane MS 2731[3].

## Части «Малого ключа Соломона»

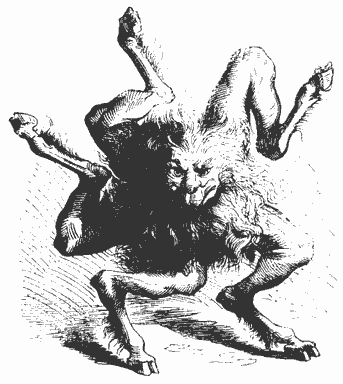
Буер, десятый демон «Гоетии»

Гримуар состоит из пяти частей: «Гоетия», «Теургия Гоетия», «Арс Алмадель», «Арс Паулина» и «Арс Нотория».

### «Гоетия»
«Гоетия» (от др.-греч.  γοητεία, то есть колдовство, вредоносное волшебство) содержит описания 72 демонов: их внешний облик, который они принимают перед магом, то, чем демоны могут быть полезны чародею, какими демоническими силами командуют и какое занимают положение в иерархии духов. Также в этой части гримуара приводятся подробные инструкции по вызову перечисленных духов и способы подчинения демона в случае его неповиновения.
По своему содержанию «Гоетия» очень похожа на каталог демонов из приложения к книге «Об обманах демонов» Вейера — «Pseudomonarchia Daemonum». Сам автор в качестве источника называет некую рукопись, озаглавленную «Книгой о служебных обязанностях духов или Книгой высказываний Empto. Соломона о князьях и царях демонов» («Liber offlciorum spirituum, seu Liber dictus Empto. Salomonis, de principibus regibus damoniorum»). Однако порядок следования демонов в «Гоетии» отличается от порядка, в котором демоны были перечислены Вейером; также список «Гоетии» был расширен именами демонов Вассаго, Сиира, Данталиона и Андромалиуса. Ритуал вызова демонов в «Гоетии» значительно усложнился по сравнению с ритуалом, описанным в 1563 году, а сведения о демонах дополнились изображениями их сигил (печатей). Впервые полное издание «Гоетии» было осуществлено в 1904 году Алистером Кроули и Макгрегором Матерсом.
Название этой части «Малого ключа Соломона» впоследствии стало именем нарицательным, применяемым для обозначения всей средневековой магической традиции вызывания демонов и составления талисманов на основе их печатей и подписей.
1. Король Баал
2. Герцог Агарес
3. Принц Вассаго
4. Маркиз Самигина
5. Губернатор Марбас
6. Герцог Валефор
7. Маркиз Аамон
8. Герцог Барбатос
9. Король Пеймон
10. Губернатор Буер
11. Герцог Гасион
12. Принц Ситри
13. Король Белет
14. Маркиз Лерайе
15. Герцог Элигос
16. Герцог Зепар
17. Граф и Губернатор Ботис
18. Герцог Базин
19. Герцог Саллос
20. Король Пурсон
21. Граф и Губернатор Маракс
22. Принц и Граф Ипос
23. Герцог Аим
24. Маркиз Набериус
25. Граф и Губернатор Гласеа-Лаболас
26. Герцог Буне
27. Маркиз и Граф Ронове
28. Герцог Берит
29. Герцог Астарот
30. Маркиз Форнеус
31. Губернатор Форас
32. Король Асмодей
33. Принц и Губернатор Гаап
34. Граф Фурфур
35. Маркиз Мархосиас
36. Принц Столас
37. Маркиз Фенекс
38. Граф Халфас
39. Губернатор Малфас
40. Граф Раум
41. Герцог Фокалор
42. Герцог Вепар
43. Маркиз Сабнок
44. Маркиз Шакс
45. Король и Граф Вине
46. Граф Бифронс
47. Герцог Увалл
48. Губернатор Хаагенти
49. Герцог Кроселл
50. Король Фуркас
51. Король Балам
52. Герцог Аллосес
53. Губернатор Камио
54. Граф и Герцог Мурмур
55. Принц Оробас
56. Герцог Гремори
57. Губернатор Осе
58. Губернатор Ами
59. Маркиз Ориакс
60. Герцог Вапула
61. Король и Губернатор Заган
62. Губернатор Волак
63. Маркиз Андрас
64. Герцог Хаурес
65. Маркиз Андреалфус
66. Маркиз Кимейес
67. Герцог Амдусиас
68. Король Белиал
69. Маркиз Декарабиа
70. Принц Сиире
71. Герцог Данталион
72. Граф Андромалиус

### «Теургия Гоетия»
«Теургия Гоетия» содержит описание иерархии сонма духов воздуха, призываемых из разных частей света. В отличие от демонов «Гоетии» духи этой части гримуара не имеют индивидуальных особенностей и имеют смешанную натуру (злую и добрую).

Обязанности духов одинаковы, ибо то, что может делать один дух, может делать и другой (другие). Они могут показывать и находить спрятанные вещи, сделанные в этом мире, могут найти и принести или сделать любую вещь, созданную или содержащуюся в каком-либо из четырёх элементальных миров: Огня, Воздуха, Земли или Воды, а также открыть секреты королей и другого человека или людей, как вы того пожелаете. Эти духи (духи воздуха) по своей натуре добрые и злые одновременно. Одна часть их — добрая, другая — злая. Ими управляют князья, каждый из которых живёт в одной из четырёх частей света.
— «Теургия Гоетия»
Некоторые материалы этой книги заимствованы из первой книги «Стеганографии» Иоанна Тритемия.

### «Арс Паулина»
В «Истории магии и экспериментальной науки» Линн Торндайк предполагает, что название этой части «Малого ключа Соломона» происходит от имени апостола Павла и содержит сведения, полученные апостолом во время вознесения в Коринфе, когда Павлу было явлено третье небо. Как и «Теургия Гоетия», «Арс Паулина» также имеет некоторые совпадения со «Стеганографией» Иоанна Тритемия и содержит некоторые сведения из «Магического Архидокса» Парацельса. Роберт Тернер (английский исследователь магии XVII века) упоминает, что видел в Национальной Библиотеке Лондона рукопись «Арс Паулина», относящуюся к XVII столетию.
«Арс Паулина» состоит из двух частей. В первой части приводятся имена ангелов, управляющих дневными и ночными часами каждого дня, указывается, какие из духов находятся у них в подчинении, даются рекомендации по составлению печатей ангелов и приводятся рекомендации по вызову этих духов. Вторая часть посвящена ангелам знаков зодиака и зодиакальных градусов, которые именуются гениями человека, в ней также приводятся магические печати и инструкция по вызову гения, ангела-хранителя.

### «Арс Алмадель»
По мнению Иоанна Вейера, название этого трактата «Малого ключа Соломона» восходит к имени некого арабского мага. В самом трактате Алмаделем именуется квадратная пластина из воска с нанесёнными на неё именами бога и магическими фигурами, которая служит для вызова описанных в трактате ангелов, обитающих в одном из четырёх зодиакальных миров.

### «Арс Нотория»
«Арс Нотория» держится особняком от остальных четырёх книг «Малого ключа Соломона»: она включалась не во все издания гримуара и является наиболее древней частью «Лемегетона», поскольку известны многие её латинские рукописи, датированные XIII веком. Первое печатное издание этой части «Малого ключа Соломона» вышло в свет на латыни в 1620 году в Лионе, а в 1657 году Роберт Тернер издал английский перевод этого текста.
«Арс Нотория» содержит переполненные магическими именами древние воззвания к Богу, целью которых является получение различной поддержки и помощи: «О, Всевышний Бог, Отец наш, Ты безгранично правишь миром — подтверди и исполни мою просьбу, и совершенствуй мой ум и память, а также придай силы, чтобы изучать науки и совершенствовать память, красноречие и упорство во всех способах учения. Аминь».